# Толпа, Станислав
Станислав То́лпа (пол. Stanisław Tołpa; 3 ноября 1901, с. Руда-Ланьцуцка (ныне Лежайский повят, Подкарпатское воеводство, Польша) — 11 октября 1996, Вроцлав) — польский учёный-ботаник, педагог, доктор honoris causa, профессор (с 1948) Вроцлавской сельскохозяйственной академии, член Польской академии наук (1967).

## Биография
В молодости изучал теологию, затем обучался на естественно-математическом факультете Львовского университета.
До 1939 работал учителем биологии в гимназии г.Калиша.
Участник Второй мировой войны. Сражался с частями вермахта на Бзуре. Попал в плен. Был узником немецкого концлагеря.
После окончания войны в 1945 оказался в Бреслау (ныне Вроцлав). Здесь занялся научной и педагогической деятельностью. Был деканом сельскохозяйственного факультета Вроцлавского университета и политехнического института. С 1948 — профессор.
Организатор создания в 1951 на их базе во Вроцлаве Высшей сельскохозяйственной школы, позже стал её ректором (1952—1954). Был одним из основателей Вроцлавского филиала Польской академии наук, членом которой он был с 1967.

## Научная деятельность

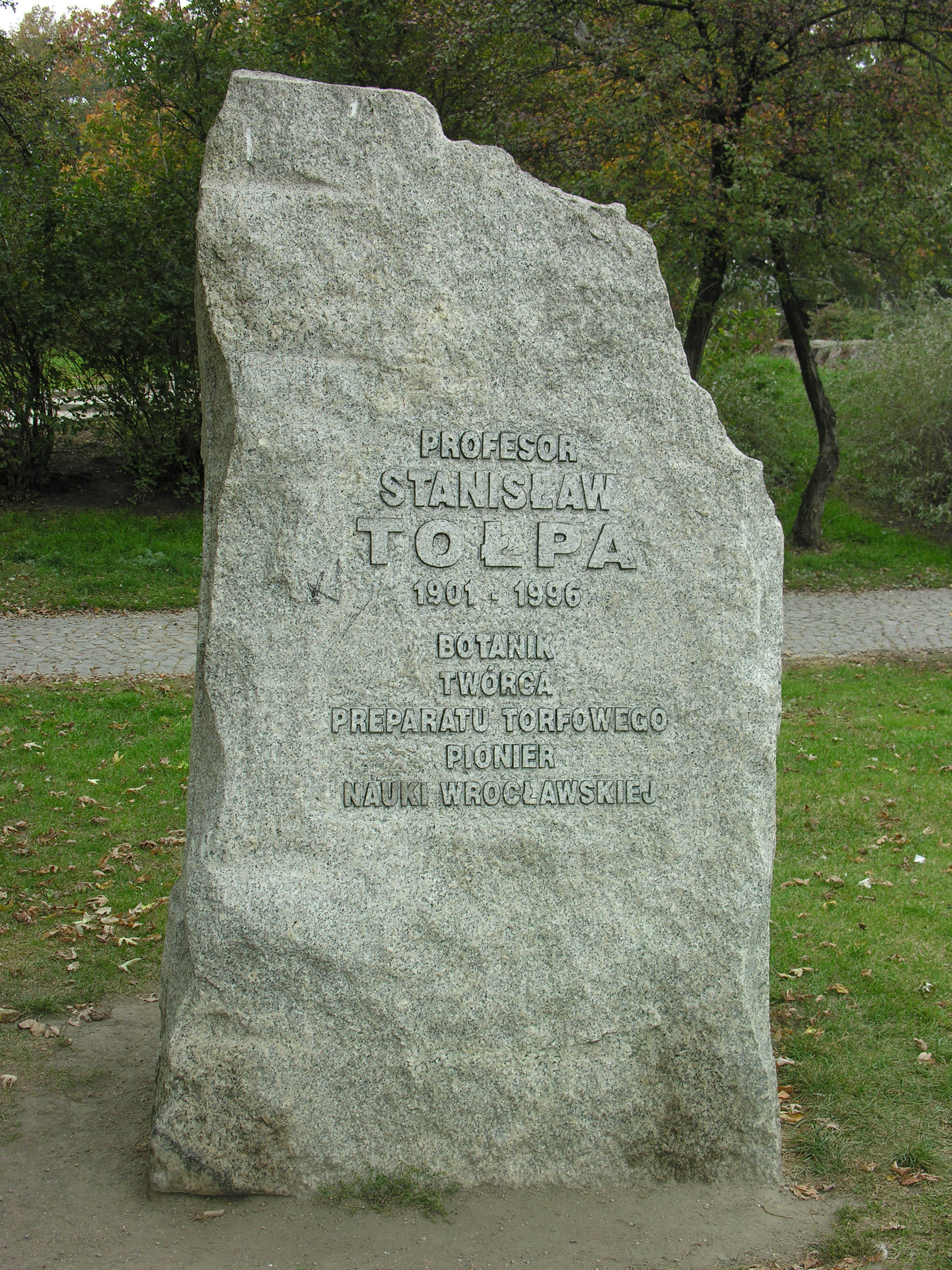
Вроцлав, памятник С. Толпы

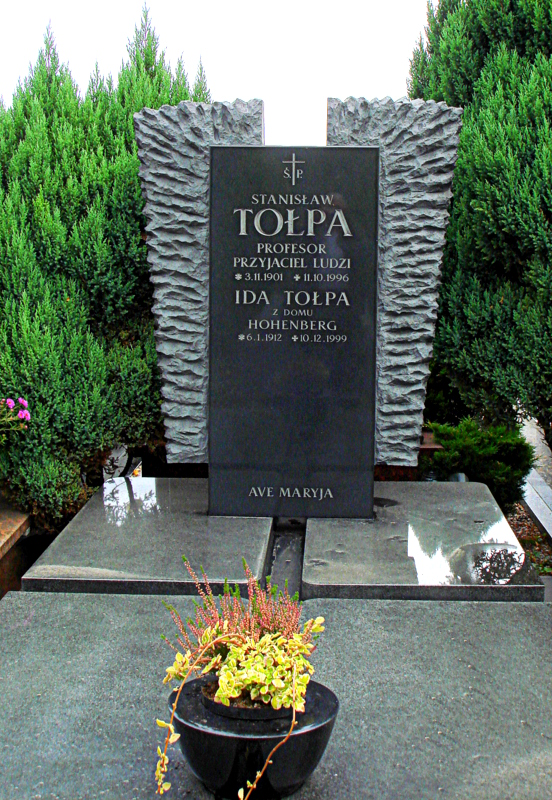
Вроцлав, могилa С. Толпы

Научная деятельность профессора С. Толпы была, в основном, посвящена изучению торфа. Под его руководством были изучены болота и торфяники во многих регионах Польши.
Им разработана классификация торфов Европы. Со временем его научные интересы от истории возникновения и морфологии торфов сместились к исследованию их химических и биологических свойств, составляющих торфы компонентов. Многолетние исследования профессора Толпы и его сотрудников открыли и подтвердили иммунорегуляционное и иммуностимулирующее действие торфового экстракта на организм человека. Со временем в Польше начал производиться экстракт торфа, широко используемый для продукции зубных паст и косметики.
В конце 1960-х годов С. Толпой был разработан торфовый препарат, названный его именем — Торфовый Препарат Толпа (ТПТ) и высказано предположение о том, что торфовые экстракты могут успешно применяться как противоопухолевые лекарства.
Его исследования также способствовали принятию в Польше «Закона о защите торфяных месторождений».